# Рафик, Хаваджа Саад
Хаваджа Саад Рафик (англ. Khawaja Saad Rafique; род. 4 ноября 1962 года, Лахор) — пакистанский государственный деятель, действующий министр железных дорог. В 1980-х годах начал свою политическую карьеру в Пакистанской мусульманской лиге (Н). Является генеральным секретарём партии с 2002 года.

## Биография
Саад Рафик родился в Лахоре (провинция Пенджаб) в семье политических деятелей. Имеет смешанное кашмирско-пенджабское происхождение. Его отец Хаваджа Мухаммад Рафик был одним из основных политических деятелей Мусульманской лиги и активистом Пакистанского движения в 1940-х годах. В 1970 году Мухаммад Рафик прошёл в парламент от партии ПМЛ-Н после проведения всеобщих выборов. Мухаммад Рафик критиковал премьер-министра Зульфикара Али Бхутто, осуждал его политическую деятельность на этой должности. В 1972 году Мухаммад был убит на митинге в Лахоре, с тех пор ПМЛ-Н проводит памятные семинары в годовщину его гибели.
После окончания местной средней школы, Саад Рафик поступил колледжа, а затем в Пенджабский университета в 1982 году. В 1984 году он получил степень бакалавра в области политологии, в 1986 году стал магистром политических наук.

### Карьера в национальной политике
В 1989 году Рафик стал одним из руководителей ПМЛ-Н и стал работать над национальной консервативной программой партии. В 1997 году он участвовал во всеобщих выборах от ПМЛ-Н и стал членом Ассамблеи Пенджаба. В течение этого времени Хаваджа Саад был назначен специальным помощником премьер-министра Наваза Шарифа по делам молодежи, но был снят с должности после государственного переворота в 1999 году генерала Первеза Мушаррафа и заключён под стражу.
В 2000 году Рафик возобновил свою политическую деятельность и успешно баллотировался в парламент на всеобщих выборах, состоявшихся в 2002 году. В это время он был назначен генеральным секретарём партии ПМЛ-Н. С 2002 по 2007 год работал над основной программой партии и улучшением общественного имиджа партии. Среди центральных лидеров ПМЛ-Н, Саад является одним из немногих активистов которые поддерживали партию во время режима Мушаррафа. В 2008 году Рафик вновь успешно баллотировался в парламент в ходе всеобщих выборов и занял должность министра культуры и по делам молодежи при премьер-министре Юсуф Разе Гилани. В мае 2009 года Хаваджа Саад обрушился с критикой на премьер-министра Юсуфа Реза Гилани и его правительства за их стратегию по долине Сват, обвиняя военных за «беспорядок», который был создан в провинции Хайбер-Пахтунхва. Он также созвал сессию Национальной ассамблеи, где состоялось обсуждении по этому вопросу. В 2013 году Саад Рафик успешно баллотировался в парламент от партии ПМЛ-Н.

### Министр железных дорог
7 июня 2013 года Саад Рафик был назначен министром железных дорог в правительстве премьер-министра Навааз Шарифа и принял присягу 8 июня 2013 года. Став министром железных дорог, Хаваджа Саад объявил о реализации плана модернизации Пакистанских железных дорог с целью довести их до международного уровня. В 2014 году Саад Рафик посетил Лахорский университет, где выступил с лекциями о локомотивной промышленности. На лекции он объявил, что преподавательский состав университета в настоящее время работает над тем, чтобы найти пути улучшения инфраструктуры Пакистанских железных дорог.